# Inácio Martins
Inácio Martins é um município brasileiro do estado do Paraná, Região Sul do país. Sua população em 2021 foi estimada em 11.117 habitantes, conforme dados do IBGE.

## História
Inicialmente, Inácio Martins foi um distrito de Guarapuava, criado pela lei nº 971, de 9 de abril de 1910, com o nome de Guarapuavinha. Essa configuração se manteve por 50 anos, até que a lei estadual nº 4.245 elevasse o distrito à condição de município, desmembrando-o de Guarapuava, e o rebatizasse com o nome de  Ignácio Martins, em homenagem ao Engenheiro da Estrada de Ferro quando em construção. Depois, o "g" foi suprimido, se tornando apenas Inácio Martins. A cidade também já foi conhecida como Sessenta e Seis, sendo isto uma quilometragem da estrada de ferro.

## Clima
| Dados climatológicos para Inácio Martins | Dados climatológicos para Inácio Martins | Dados climatológicos para Inácio Martins | Dados climatológicos para Inácio Martins | Dados climatológicos para Inácio Martins | Dados climatológicos para Inácio Martins | Dados climatológicos para Inácio Martins | Dados climatológicos para Inácio Martins | Dados climatológicos para Inácio Martins | Dados climatológicos para Inácio Martins | Dados climatológicos para Inácio Martins | Dados climatológicos para Inácio Martins | Dados climatológicos para Inácio Martins | Dados climatológicos para Inácio Martins |
| Mês                                      | Jan                                      | Fev                                      | Mar                                      | Abr                                      | Mai                                      | Jun                                      | Jul                                      | Ago                                      | Set                                      | Out                                      | Nov                                      | Dez                                      | Ano                                      |
| ---------------------------------------- | ---------------------------------------- | ---------------------------------------- | ---------------------------------------- | ---------------------------------------- | ---------------------------------------- | ---------------------------------------- | ---------------------------------------- | ---------------------------------------- | ---------------------------------------- | ---------------------------------------- | ---------------------------------------- | ---------------------------------------- | ---------------------------------------- |
| Temperatura máxima recorde (°C)          | 31,8                                     | 31,3                                     | 30,9                                     | 26,9                                     | 26,8                                     | 26,7                                     | 25,8                                     | 27,7                                     | 30,7                                     | 31,3                                     | 31,9                                     | 32                                       | 32                                       |
| Temperatura máxima média (°C)            | 25,9                                     | 26                                       | 23,9                                     | 20,9                                     | 19,1                                     | 17,4                                     | 17,7                                     | 19,3                                     | 20,4                                     | 23,1                                     | 23,4                                     | 24                                       | 21,7                                     |
| Temperatura média (°C)                   | 20,4                                     | 20,7                                     | 18,8                                     | 15,9                                     | 13,6                                     | 12,3                                     | 12,3                                     | 13,6                                     | 15,1                                     | 16,7                                     | 17,7                                     | 18,9                                     | 15,3                                     |
| Temperatura mínima média (°C)            | 14,9                                     | 15,5                                     | 13,8                                     | 10,9                                     | 8,2                                      | 7,3                                      | 6,9                                      | 7,9                                      | 9,9                                      | 10,4                                     | 12                                       | 13,9                                     | 10,9                                     |
| Temperatura mínima recorde (°C)          | 6,3                                      | 7,1                                      | 3,5                                      | −0,1                                     | −4,1                                     | −9,4                                     | −10,7                                    | −7,9                                     | −3,1                                     | 1,8                                      | 2,5                                      | 6,9                                      | −10,7                                    |
| Fonte: Simepar                           |                                          |                                          |                                          |                                          |                                          |                                          |                                          |                                          |                                          |                                          |                                          |                                          |                                          |

## Transporte
O município de Inácio Martins é servido pela rodovia PR-364, que o liga à cidade de Irati. 